# Còrdova
|  | Per a altres significats, vegeu «Córdoba». |

Còrdova (oficialment, en castellà, Córdoba) és una ciutat d'Andalusia, capital de la província de Còrdova, al curs mitjà del riu Guadalquivir, a 110 metres d'altura. Té una població de 325.916 habitants, amb la qual cosa és la 12a ciutat d'Espanya i la 3a d'Andalusia (dades del 2017).
El seu clima és atlàntic continental càlid, amb hiverns suaus i estius molt calorosos. Còrdova és la ciutat espanyola amb la mitjana de temperatures màximes més alta al juliol i l'agost, amb més de 36º, i els seus rècords són de 46,6º el 23 de juliol de 1994 i de 46,2º l'1 d'agost de 2003. Les mínimes més suaus fan que la mitjana es quede per davall de Sevilla, la capital andalusa.
El seu monument més important és la Mesquita, que data de l'edat mitjana. També hi destaquen el pont romà sobre el Guadalquivir, la torre de la Calahorra, l'Alcàsser, la plaça de la Corredera, la Sinagoga, el Cristo de los Faroles i la Calleja de las Flores. El seu centre històric fou nomenat Patrimoni de la Humanitat per part de la UNESCO l'any 1984, i fou ampliat posteriorment l'any 1994.

## Història

### Prehistòria i antiguitat
Els primers vestigis trobats són d'un neandertal i datarien de vers el 32000 aC. L'assentament definitiu a la zona s'hauria fet vers el 5000 aC. Al segle viii aC ja existia un nucli protourbà de cultura tartèssia que ocupava unes 50 hectàrees i exercia influència sobre l'entorn. El període oriental amb l'arribada d'emigrants o comerciants de l'Orient va produir una certa expansió econòmica basada en la metal·lúrgia de la plata i el coure amb les mines de la Sierra Morena, que s'ajuntaven a les terres fèrtils i al riu Betis com a via de navegació. L'expansió de l'agricultura va portar a la colonització de les zones adjacents al mateix temps que pel riu Betis arribaven noves influències: els cartaginesos, que esmenten la ciutat com Karbuda (possible contracció de Kart Juba = 'Ciutat de Juba', però hi ha qui pensa que és un nom d'origen tartessi), nom que li hauria donat Amílcar Barca en honor del general Juba, que va morir en una batalla a la regió vers el 230 aC. Anníbal va reclutar molts soldats a Kartuba. Estrabó diu que era important per la navegació pel Betis i com a capital dels túrduls. Claudi Ptolemeu diu que túrdul vol dir 'pobles portats de terres llunyanes'. El territori s'anomenà Turdetània; s'hi han trobat nombroses monedes, més que en altres llocs d'Hispània.
Els romans sota Luci Marci (enviat per Escipió el Jove) la van conquerir el 206 aC, després de la batalla d'Ilipa i la van anomenar Corduba. Viriat va obligar el general Màxim Emilià a tancar-se a la ciutat (143-141 aC). El 152 aC el pretor Marc Claudi Marcel va fundar al costat de la ciutat una colònia llatina després habitada per patricis i senadors procedents de la mateixa Roma. Marcel es va retirar a hivernar a Corduba, després de conquerir Netobriga (Lusitània) aquest any 152 aC. Fou capital del districte de Betúria, que abraçava les terres entre el riu Anas (Guadiana) i el Betis (Guadalquivir). Fou un nus comercial entre el sud de la península i l'est i nord-est, ja que el riu era navegable i permetia els ràpids intercanvis. La ciutat dels túrduls estava a la part nord i oest de la moderna ciutat: gaudia d'un pont sobre el Betis a l'orient. La ciutat romana fou construïda a l'est, amb uns murs considerables i totes les característiques de les ciutats romanes, el fòrum, els banys, places, casernes, temples, amfiteatre, circ, etc. Fou posteriorment la capital de la província Ulterior, amb el seu pretori i basílica.
Cèsar va estar a la ciutat, on fou ben rebut (49 aC). Varró, amb 25.000 pompeians, va intentar sorprendre la ciutat, aleshores un conventus, però no ho va aconseguir i Varró es va rendir a Cèsar allí mateix. Quan Juli Cèsar va retornar a Roma, va deixar com a governador Casi Longí, que va fer front a algunes revoltes populars; quan es dirigia a la basílica va ser objecte d'un atemptat (48 aC) i encara que la conspiració fou dominada, quan Longí va sortir de la ciutat algunes tropes, hostils a Longí, es van revoltar. El qüestor Marc Marcel va tenir-hi una actitud ambigua; Longí, en revenja, va destruir les nobilissimae carisssimaeque posesiones (agros et aedificia) dels cordovesos situades al sud del riu. Finalment, Longí fou eliminat del govern en favor del qüestor Marcel; Casi Longí va voler atacar Còrdova, però les forces rebels li ho van impedir i es va haver de retirar a Carmona.
Més tard (46 aC) Còrdova es va declarar pels fills de Pompeu Magne. Pompeu el Jove va concedir l'estatut colonial a la ciutat com la Colonia Patricia Corduba, i va gaudir del privilegi d'encunyar moneda. Cèsar la va assetjar amb el famós episodi del suïcidi del cavaller Escàpula, que no va voler caure viu en mans de Cèsar. Al final Cèsar va entrar a la ciutat (45 aC), que fou saquejada i on van morir 22.000 defensors (però la ciutat tenia molts més habitants i això només representava com un 45%). La batalla decisiva entre Cèsar i Pompeu el Jove, coneguda com a Batalla de Munda, es va lliurar prop de Còrdova entre Espejo i Montilla (45 aC). La ciutat es va recuperar i va continuar sent una important ciutat del sud. A 12 km els romans explotaven les mines Cerro Muriano. El 43 aC fou declarada capital de la Ulterior pel triumvirat, i poc després August la va declarar capital de la província Bètica (27 aC) i la va confirmar com a Colonia Patricia el 25 aC. Sota l'Imperi Romà, al segle ii i III, va arribar a 250.000 habitants, per començar a baixar posteriorment. Actualment, no en queda cap resta excepte un edifici anomenat «casa de Sèneca».

### Edat mitjana
El 411 fou ocupada i saquejada pels vàndals. Còrdova va romandre sota institucions romanes i, si bé és possible que s'hagués sotmès als vàndals primer i als visigots després, la submissió degué ser nominal. De fet, se sap que va resistir als reis visigots, però al segle vi, i en el segle v i la primera meitat del VI la situació és incerta. Abadal diu que bona part de la Bètica va restar fora del control visigot. El rei Àquila va pujar al tron a la fi del 549, i el 550 estava combatent contra Còrdova, que estaria sota control dels hispanoromans o almenys aquests s'hi haurien revoltat. En el primer combat el rei va perdre la batalla, un fill, el gruix de l'exèrcit i el tresor reial (que els reis portaven a les guerres), i es va haver de retirar a Mèrida, capital de la província de Lusitània. Leovigild es va revoltar a Sevilla i es va aliar als cordovesos i s'hi va refugiar després de la seva derrota. Còrdova va poder restar independent sense gaires problemes i vers el 566, si no abans, van estendre la seva influència (si no el control directe) a Sevilla. El Cronicon Cesaraugustano explica que Atanagild va fer repetits atacs contra Còrdova entre el 566 i el 567 i que també va atacar Sevilla, que fou ocupada probablement el 566. Quan el Regne visigot va fixar per tractat la frontera amb els romans d'Orient de l'anomenada província d'Espània, Còrdova, aliada segurament als romans d'Orient, va quedar aïllada. Probablement els seus agents van instigar revoltes. Quan va esclatar la guerra entre l'Imperi Romà d'Orient i el Regne visigot el 570 Còrdova va recuperar un aliat estratègic, però finalment fou conquerida pel rei Leovigild, que hi va entrar per sorpresa de nit el 572; el domini de la ciutat no garantia el de la comarca; els camperols manats pels terratinents i el clergat catòlic van restar rebels. Va ser necessària una penosa campanya per sotmetre els camperols.

#### Conquesta musulmana
Hermenegild es va revoltar a Sevilla, que el seu pare va ocupar. Hermenegild es va refugiar a Còrdova, que Leovigild va haver d'ocupar altre cop el 584; el rebel fou capturat i més tard executat. Amb el domini catòlic, al Regne visigot va començar la decadència de la ciutat i la destrucció dels monuments romans.
El 711 va caure en mans dels musulmans i des del 715, amb el nom de Qúrtuba fou capital del Valiat d'Hispània, després emirat i califat (912-1024). La fesomia de Qúrtuba va canviar notablement des del govern d'Abd-ar-Rahman I, amb l'arribada d'àrabs vinguts d'Orient, Ifríqiya i dels amazics vinguts del Magrib experimentà transformacions en el traçat urbà i ampliacions en els principals edificis. Des que Hixam I va restituir el pont romà sobre el Guadalquivir, la ciutat es va estendre a l'altra riba, on es va formar un raval molt poblat, que anava des de la ribera del riu fins a prop del llogaret de Shaqunda, molt a prop de la mesquita major i el palau dels Emirs, i que fou destruït per Al-Hàkam I arran de la revolta del Raval el 818. La fitna fou una guerra civil pel tron del Califat de Còrdova que es desencadenà a principis del segle xi entre els àrabs, partidaris del califa Hixam II, els amazics que donaven suport a Sulayman al-Mustaín, i els successors d'Almansor, que donaven suport al fill d'aquest, Muhàmmad II al-Mahdí, que va originar la desintegració del califat i els anomenats regnes de taifes.
Després del califat i de la república, va estar dominada primer pels abbàdides de Sevilla, després pels almoràvits i després pels almohades, períodes que van accelerar la seva decadència.

#### Conquesta castellana
A la fi de desembre de 1235 els castellans, en part disfressats de musulmans i dirigits per Fernando III de Castella i de Lleó, es van adonar que les muralles no estaven ben protegides i es van apoderar de les torres i muralles a la nit i a l'alba van obrir les portes a la cavalleria que ja s'esperava; s'apoderaren de l'Ajarquía, però la ciutat va restar en mans dels musulmans. El rei va arribar el 7 de febrer de 1236 i finalment els cordovesos es van rendir i el rei va entrar a la ciutat el 29 de juny de 1236. Va rebre furs el 1241.
El 1369 es va enfrontar a la rodalia de la ciutat Pere I el Cruel i el seu germà Enric II de Castella el de les Mercès, a favor del qual s'havia declarat Còrdova. Pere tenia el suport de les forces del rei de Granada, però no va poder ocupar la ciutat, que es va defensar de manera heroica.
El 1408 una pesta va matar 70.000 habitants de la ciutat i rodalia. En temps d'Enric IV de Castella (1454 - 1474) es van formar bàndols en suport del rei i del seu germà Alfons de Castella (declarat hereu, mort el 1468). El 14 de març de 1478 es va produir per segona vegada un gran pogrom de jueus. El rei Boabdil de Granada va estar presoner a Còrdova per un temps. El 1486 hi va viure Cristòfor Colom, que es va emparellar amb Beatriz Enríquez de Arana, amb la qual no es va casar, però que fou mare del segon fill, Ferran Colom.

### Edat moderna i contemporània
El 1565 va participar en la guerra contra els moriscs a Granada. Felip II la va visitar el 1570.
El 1652 va esclatar una revolta per la carestia de la vida, al crit de "Visca el rei i mori el mal govern", contra el corregidor Pedro Flores de Montenegro. Els amotinats es van dirigir al bisbe, al qual van exigir que comprovés com s'obrien els magatzems on els acaparadors guardaven el gra, i efectivament en alguns magatzems se'n van trobar gran quantitats, a vegades en mal estat. El bisbe els va prometre que el govern passaria a Diego Fernández de Còrdova.
El 2 de maig de 1808 es va unir al moviment insurreccional, i el 7 es va sotmetre a la junta de Sevilla. Les forces nacionalistes cordoveses eren manades per Pedro Agustín de Echevarría, però el 7 de juny foren aplanades pels francesos, que van entrar a la ciutat on un tret del veí Pedro Moreno va ferir el mariscal Dupont i li va matar el cavall, i els francesos en revenja van saquejar la ciutat durant tres dies. El rei Josep I Bonaparte va entrar a la ciutat el 23 de gener de 1810. El governador, general Goudinot, va fer executar molts dirigents locals. El 4 de setembre de 1812 els francesos evacuaven la ciutat.
El 1820 va esclatar un tumult a la ciutat dels absolutistes contra els lliberals, amb violències i saquejos. El 7 de març de 1820 hi arribava el general Rafael del Riego, ben rebut a la ciutat; el 13 de març Còrdova proclamava la constitució de 1812. El 10 de juny de 1823 els absolutistes recuperaven el control de la ciutat. Ferran VII entrava a la ciutat l'octubre de 1823.
El 1836 la ciutat fou ocupada pel cap carlí Gómez; un altre cap carlí, Villalobos, va morir en la lluita; el general liberal Alaix va derrotar Gómez i posar la ciutat sota control liberal. A la Revolució gloriosa del setembre de 1868 el general Serrano, duc de la Torre, va establir a Còrdova el seu quarter general i, molt prop, a Alcolea del Pinar, es va lliurar la decisiva batalla que va fer triomfar la revolució.
A les eleccions municipals del 1979, les primeres democràtiques, en va ser elegit alcalde el comunista Julio Anguita, l'únic alcalde comunista d'una capital de província. Anguita fou substituït per Herminío Trigo d'Esquerra Unida (1987-1993) i després per Manuel Pérez Pérez (1993-1995). El 1995 va pujar a l'alcaldia com a llista més votada Rafael Merino del Partit Popular, però Rosa Aguilar, d'Esquerra Unida, va reconquerir el poder el 1999; posteriorment aquesta es va acostar al PSOE i va dimitir a favor del seu company Andrés Ocaña.

## Personatges il·lustres
- Àhmad ibn Muhàmmad ibn Burd al-Àsghar, poeta andalusí del segle xi.
- Sèneca.
- Averrois.
- Maimònides.
- Abu-Hafs Àhmad ibn Burd al-Àkbar, visir de Còrdova (segle xi).
- Mateo Inurria Lainosa.

## Galeria d'imatges

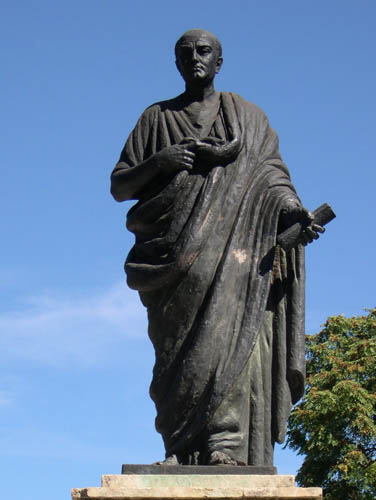
Estàtua a Sèneca
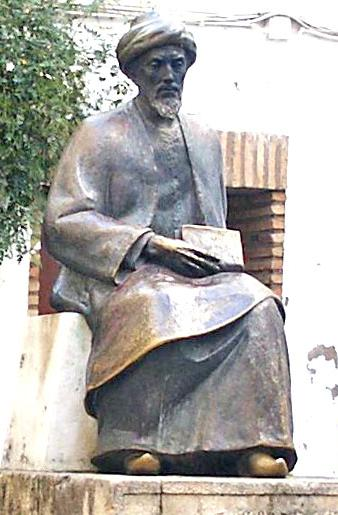
Estàtua a Maimonides
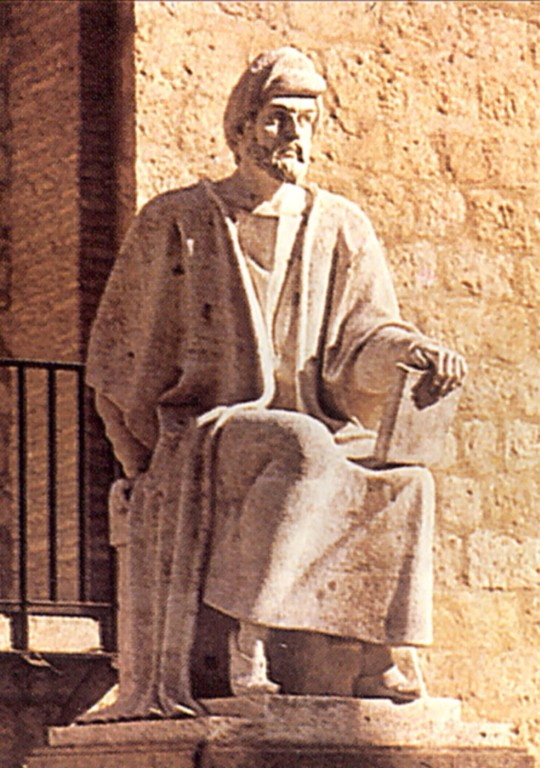
Estàtua a Averrois
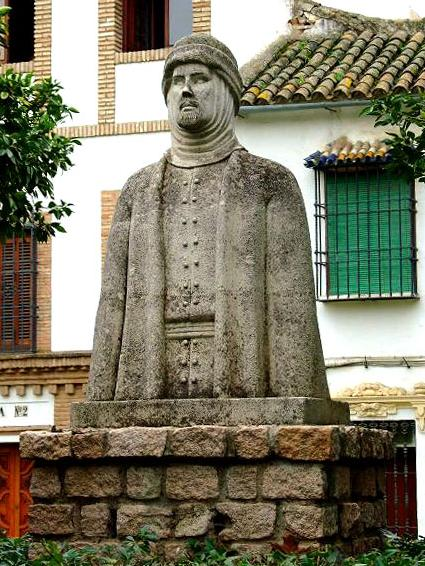
Estàtua a Alhaquin II
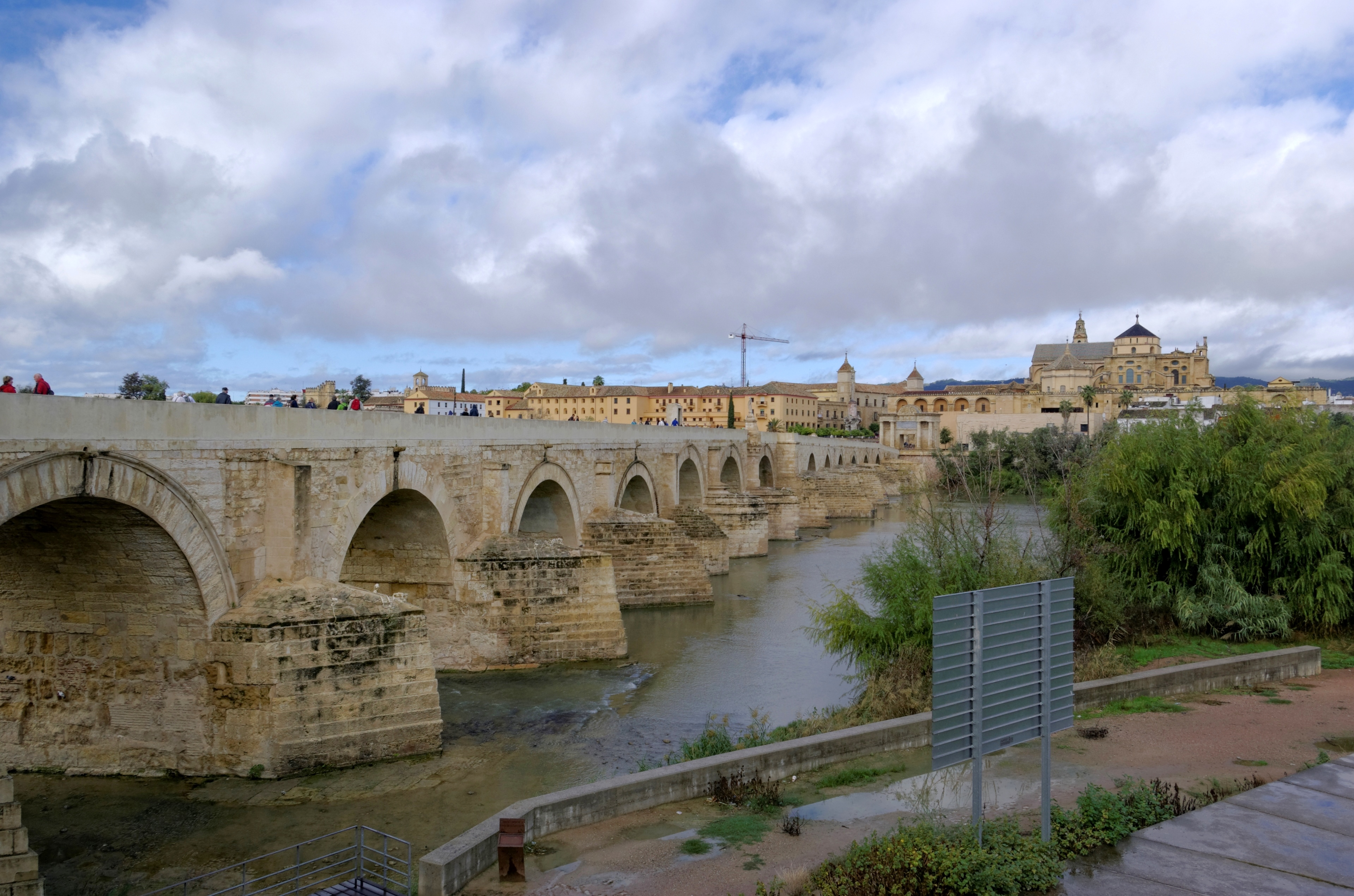
Còrdova, el pont romà i la mesquita catedral
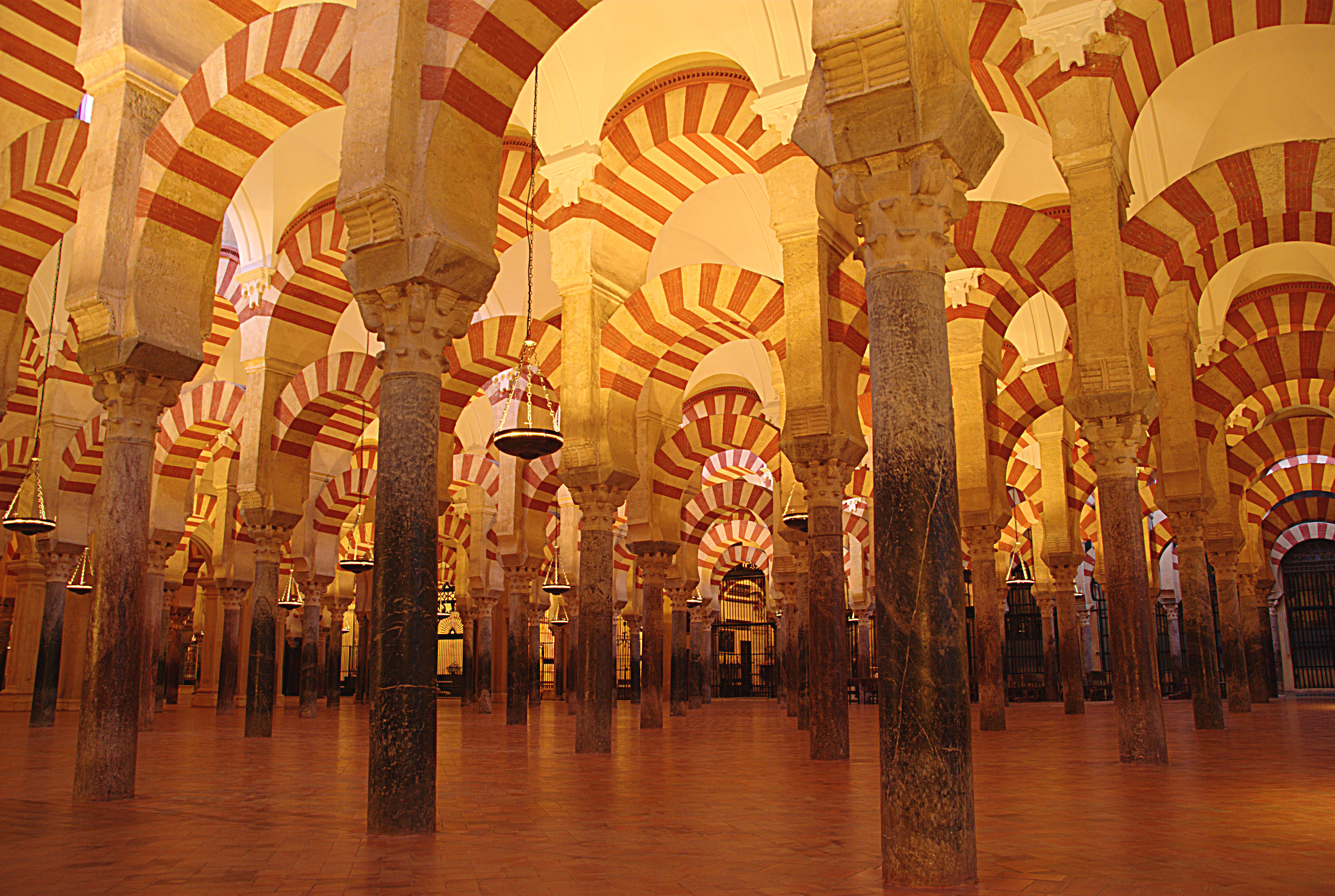
Mesquita de Còrdova
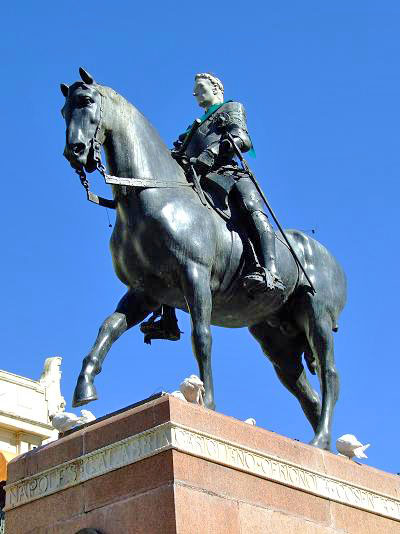
Estàtua eqüestre al Gran Capità per Mateo Inurria Lainosa
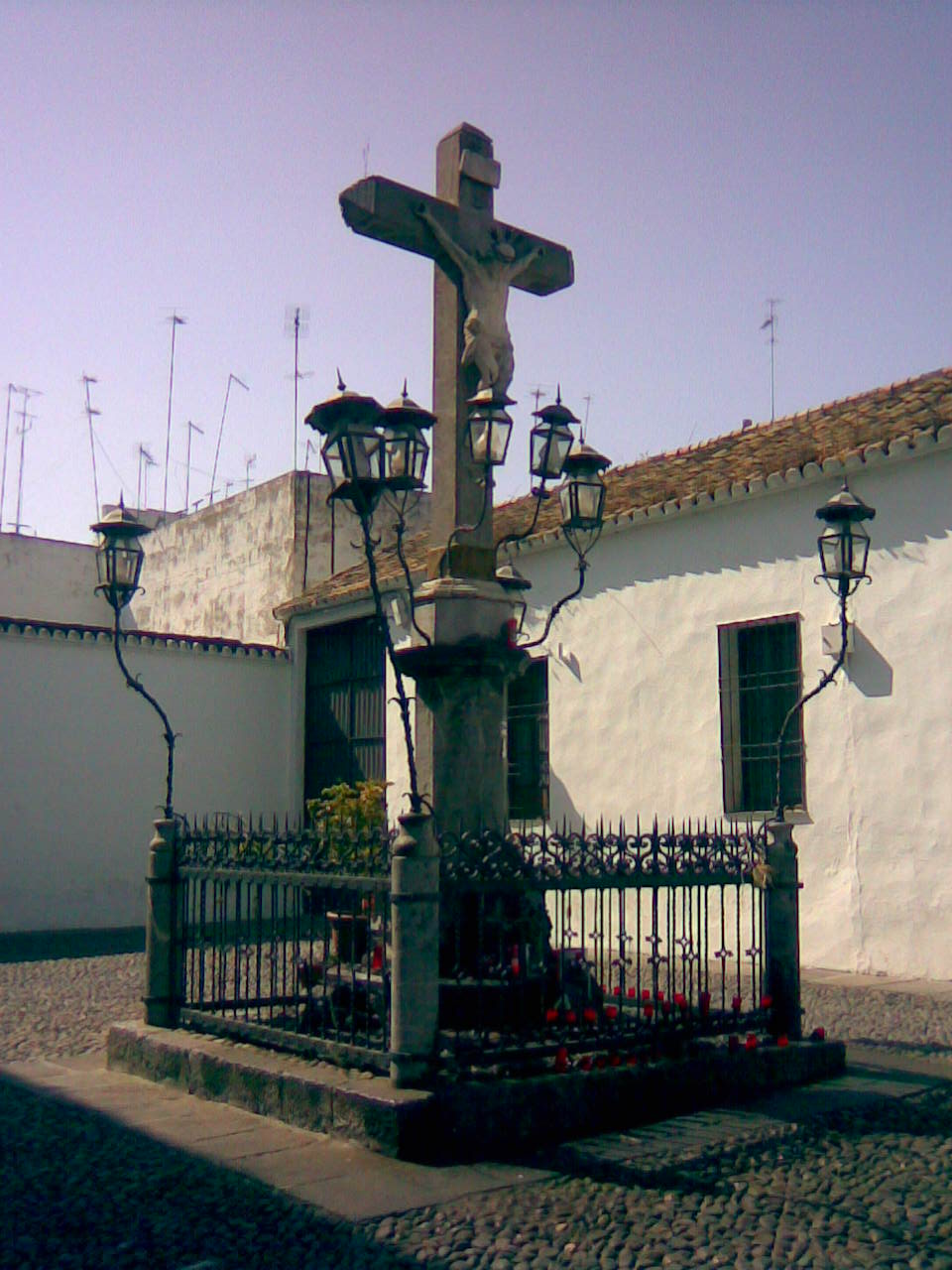
El Cristo de los faroles
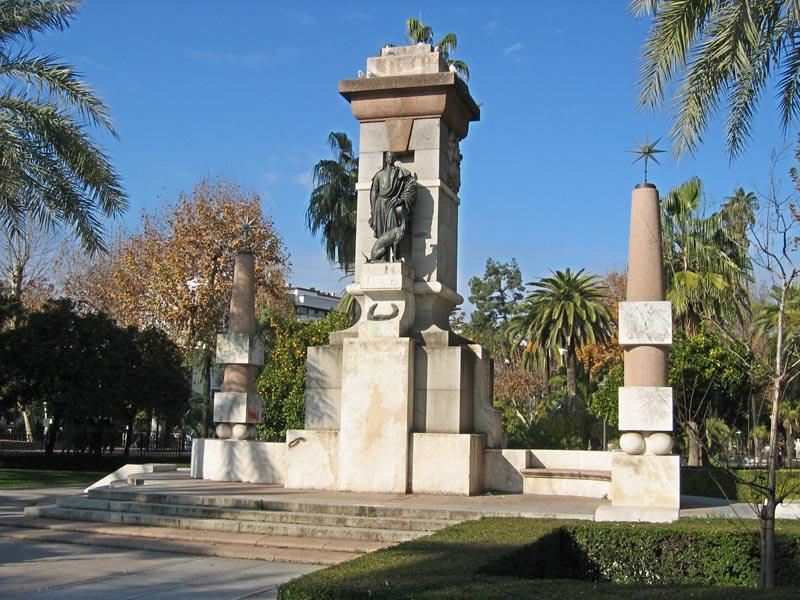
Monument memorial a Julio Romero de Torres
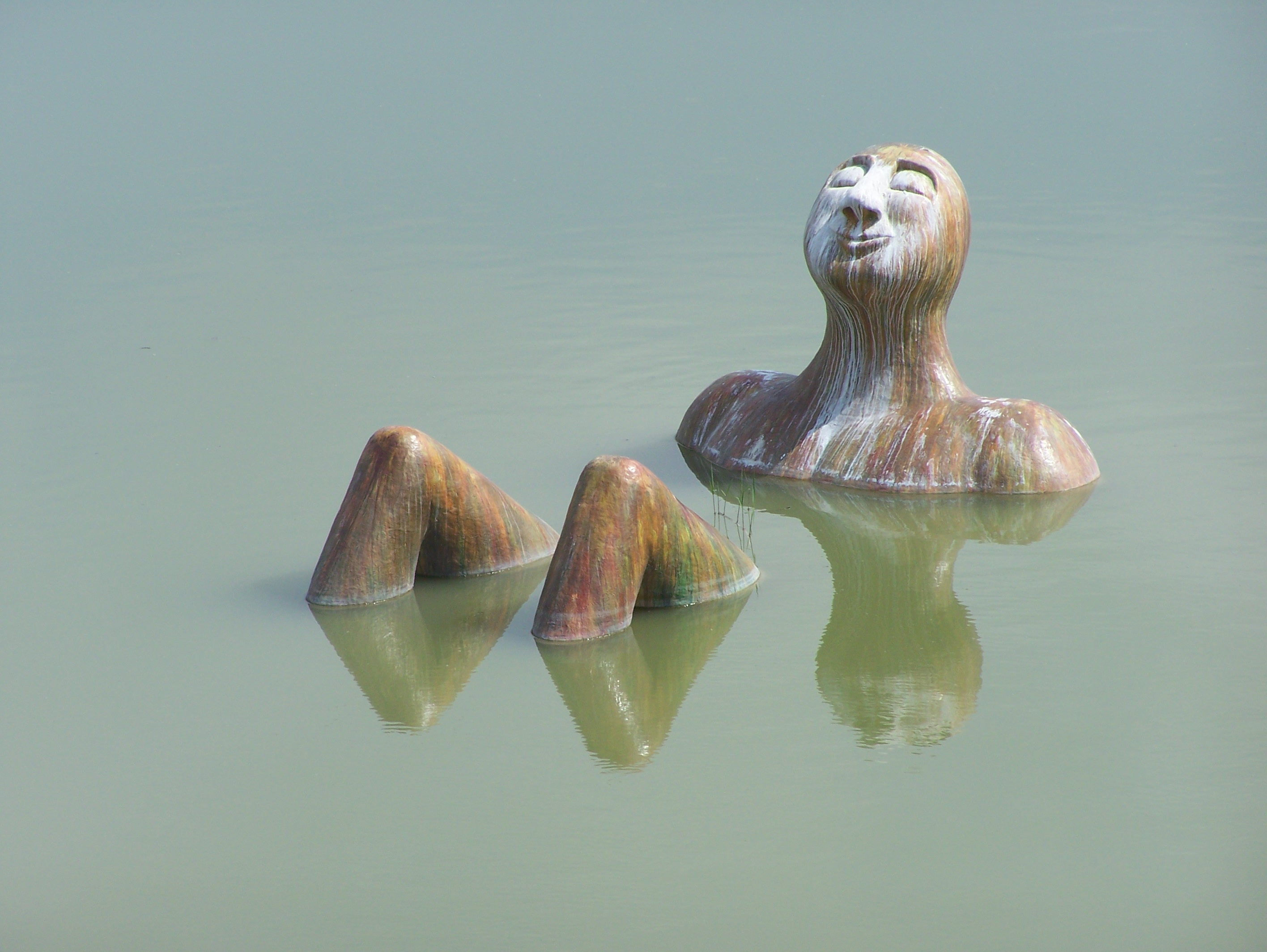
L'home riu